# Бертоальд (мажордом)
Бертоальд (д/н — 604) — мажордом франкського королівства Бургундія в 600—604 роках.

## Життєпис
Походив зі знатного франкського роду. Близько 600 року після смерті бургундського мажордома Варнахара I король Теодоріх II призначив Бертоальда на посаду мажордома Бургундії. Фредегар описував Бертоальда як «людини нових віянь, чутливого і уважного, але на війні хороброго і завжди вірного своєму слову».
У Бертоальда були ворожі відносини з бабкою Теодориха II — королевою Брунгільдой. Причиною цього було бажання Брунгільди призначити свого коханця Протадія на посаду мажордома. Завдяки інтригам Брунгільди восени 604 року Теодоріх II послав Бертоальда в супроводі загону з 300 вояків зібрати податки в недавно завойованих у нейстрійців областях уздовж Сени. Згадка Фредегара про цей факт — перше свідчення історичних джерел про виконання мажордомами фіскальних обов'язків. Проти Бертоальда спрямував військо Хлотар II, король Нейстрії, яке очолив син останнього Меровея і мажордомом Ландерік. Нейстрійцев намір схопити бургундського майордома, але тому вдалося сховатися в добре укріпленому Орлеані. Незабаром після цього місто було обложене військом Меровея і Ландеріка. Проте Бертоальду вдалося сховатися в добре укріпленому Орлеані, де він незабаром був взятий в облогу Ландріком. Бертоальд запропонував Ландеріку вирішити конфлікт герцем, але мажордом Нейстрії відмовив. Ймовірно, так і не зумівши примусити Орлеан до здачі, Ландерік і Меровей були змушені зняти облогу. Незадовго до Різдва проти нейстрійців виступило велике бургундське військо на чолі з королем Теодоріхом II. На переправі через річку Луе біля Етампу відбулася битва, в якій бургундське військо здобуло перемогу. Бертоальд захопив Париж, але переслідуючи ворога, загинув. Новим мажордомом було призначено Протадія.